# Protaetia cathaica
Protaetia cathaica är en skalbaggsart som beskrevs av Bates 1890. Protaetia cathaica ingår i släktet Protaetia och familjen Cetoniidae. Inga underarter finns listade i Catalogue of Life.